# Peter Caruana

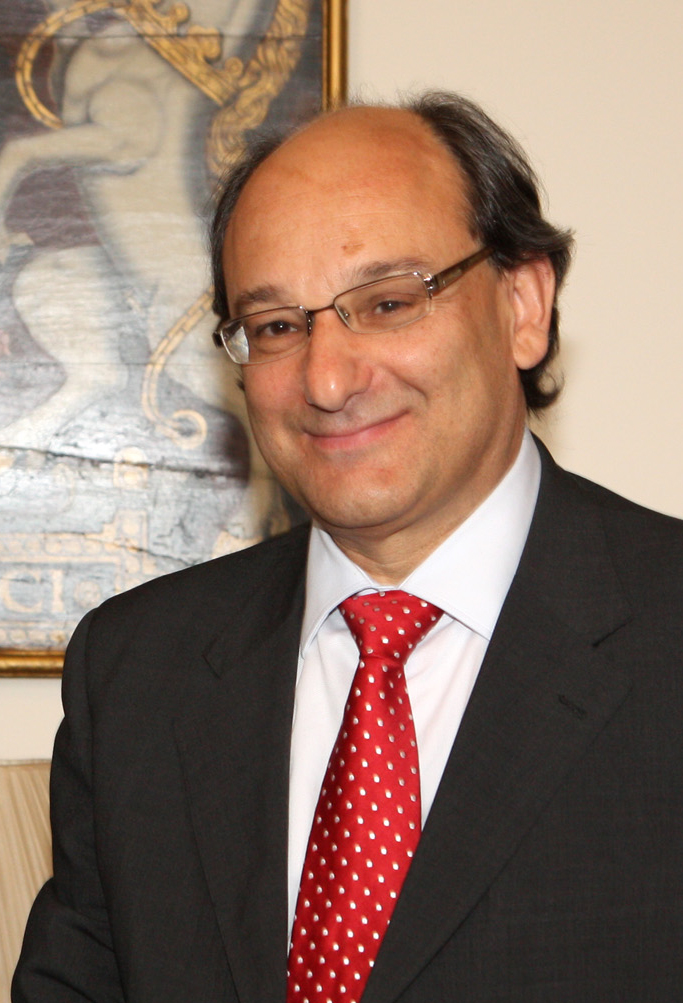
Peter Caruana (2011)

Sir Peter Richard Caruana, KCMG, QC (* 15. Oktober 1956 in Gibraltar) ist ein Politiker aus Gibraltar, der zwischen 1996 und 2011 Chief Minister von Gibraltar war.

## Leben
Caruana absolvierte nach dem Besuch der Grace Dieu Manor School sowie des Ratcliffe College ein Studium der Rechtswissenschaften am Queen Mary College in London und war nach dessen Abschluss als Rechtsanwalt und Partner der Anwaltskanzlei Triay & Triay tätig. Bei der ersten Nachwahl in der Geschichte Gibraltars am 16. Mai 1991 wurde er für die Gibraltar Social Democrats (GSD) erstmals zum Mitglied des Versammlungshauses von Gibraltar (Gibraltar House of Assembly) gewählt. Bei den Wahlen am 16. Januar 1992 wurde die Gibraltar Socialist Labour Party (GSLP) von Chief Minister Joe Bossano mit acht der 15 Sitze wieder stärkste Kraft vor den Gibraltar Social Democrats (GSD) unter Peter Caruana, der seit Mai 1991 auch Parteivorsitzender war. Nach den Wahlen wurde Caruana neuer Oppositionsführer (Leader of the Opposition).
Bei den darauf folgenden Wahlen am 16. Mai 1996 erlitt Bossanos GSLP eine Niederlage und erhielt nur noch sieben Sitze, während Caruanas GSD nunmehr acht Mandate erhielt. Daraufhin wurde Caruana am 17. Mai 1996 neuer Chief Minister, während Bossano wieder die Funktion des Oppositionsführers übernahm. Auch aus den Wahlen vom 10. Februar 2000, 27. November 2003 sowie 11. Oktober 2007 gingen die Gibraltar Social Democrats mit jeweils acht der 15 beziehungsweise zehn der 17 Sitze ab 2007 als stärkste Fraktion im House of Assembly hervor, so dass Caruana am 14. Februar 2000, 28. November 2003 sowie am 13. Oktober 2007 weitere Regierungen bilden konnte. Die Gibraltar Socialist Labour Party hingegen ging bei diesen Wahlen mit jeweils sieben der 15 beziehungsweise ab 2007 17 Sitze als zweitstärkste Kraft hervor, so dass Bossano weiterhin Leader of the Opposition blieb.
Unter Fabian Picardo, dem neuen Vorsitzenden der Gibraltar Socialist Labour Party und Nachfolger Bossanos, gewann die GSLP bei den Wahlen am 8. Dezember 2011 zehn der 17 Sitze im Parlament von Gibraltar, woraufhin Picardo als Nachfolger von Caruana neuer Chief Minister wurde. Caruana, dem 1998 der Titel eines Kronanwalts (Queen’s Counsel) verliehen wurde, übernahm wiederum das Amt als Oppositionsführer und bekleidete dieses bis Januar 2013 und wurde dann von Daniel Feetham abgelöst. Am 15. Juni 2013 wurde Caruana zum Knight Commander des Order of St. Michael and St. George (KCMG) und führt seither den Namenszusatz „Sir“. Er verzichtete auf eine erneute Kandidatur bei den Wahlen vom 26. November 2015 und schied nach 24 Jahren Zugehörigkeit aus dem Parlament von Gibraltar aus.